# Петър Дренчев
Петър Николов Дренчев е български шахматист, международен майстор от 2007 г. и гросмайстор от 2011 г.
Дренчев е професионален състезател и учител. Завършил е Национална спортна академия, специалност треньор по шахмат.

## Турнирни постижения
- 2011  – Републиканско първенсто по ускорен шах, първо място [1]